# Стефан Ессель
Стефа́н Фредері́к Ессе́ль, також Штефан Гессель (фр. Stéphane Frédéric Hessel; нар.20 жовтня 1917, Берлін, Німеччина — пом.27 лютого 2013, Париж, Франція) — французький дипломат, правозахисник, колишній розвідник та боєць французького руху опору. Був одним з розробників Загальної декларації прав людини у 1948 році.

## Життєпис
Стефан Ессель народився у заможній єврейській родині у Берліні, його батьком був німецький письменник Франц Гессель. У 1924 році родина переїхала до Франції й оселилася у Парижі, де 1939 року Стефан взяв французьке громадянство. Навчався у Франції та за кордоном, зокрема у Лондонській школі економіки та політичних наук, вивчав політологію.
З початком Другої світової війни Ессель відмовився приєднатися до уряду Віші і почав співпрацювати з Французького руху опору і особисто Шарлем де Голлем. 1944 року був арештований гестапо і відправлено до концентраційного табору Бухенвальд. У концтаборі Есселю вдалося вижити завдяки тому, що він взяв ім'я вже померлого в'язня, якого спалили у крематорії замість нього. Під час транспортування в'язнів у 1945 році йому вдалося втекти з табору.
Після закінчення війни, в жовтні 1948 року Стефана Есселя було призначено представником Франції в Організації Об'єднаних Націй, де у тому ж році він був одним з розробників Загальної декларації прав людини. В ООН Ессель від імені Франції виступав посередником у влагодженні міжетнічних конфліктів під час деколонізації у різних регіонах світу. Захист прав людини став одним з основних пріорітетів Есселя в ООН і у Франції. У 1962 році він заснував у Франції, освітню асоціацію помочі африканським емігрантам, також був членом французької комісії з прав людини.
Ессель критикував Ізраїль за військові злочини.
За свій внесок у захист прав людини удостоївся премії ЮНЕСКО, а також отримав титул «Посол Франції».

## «Обурюйтеся!»
У жовтні 2010 року 93-річний Ессель видав 32-сторінкову брошуру «Обурюйтеся!» (фр. «Indignez-vous!»), що стала світовим бестселером. Її видали понад 40 мовами загальним накладом у 4 млн примірників. Твір також перекладений українською, але так і не був виданий.
Ессель закликає до «мирного і ненасильницького повстання» проти влади олігархів з метою ліквідувати нерівність між багатими і бідними, забезпечити дійсну свободу преси, відновити систему соціального захисту, сприяти захисту довкілля. Автор виступає з нищівною критикою політики Ізраїлю на палестинській території, за що зазнав нападки з боку про-ізраїльських організацій Франції. На думку оглядачів, книжка Есселя надихає на протестні акції молодь у всьому світі.